# Chante mon amour

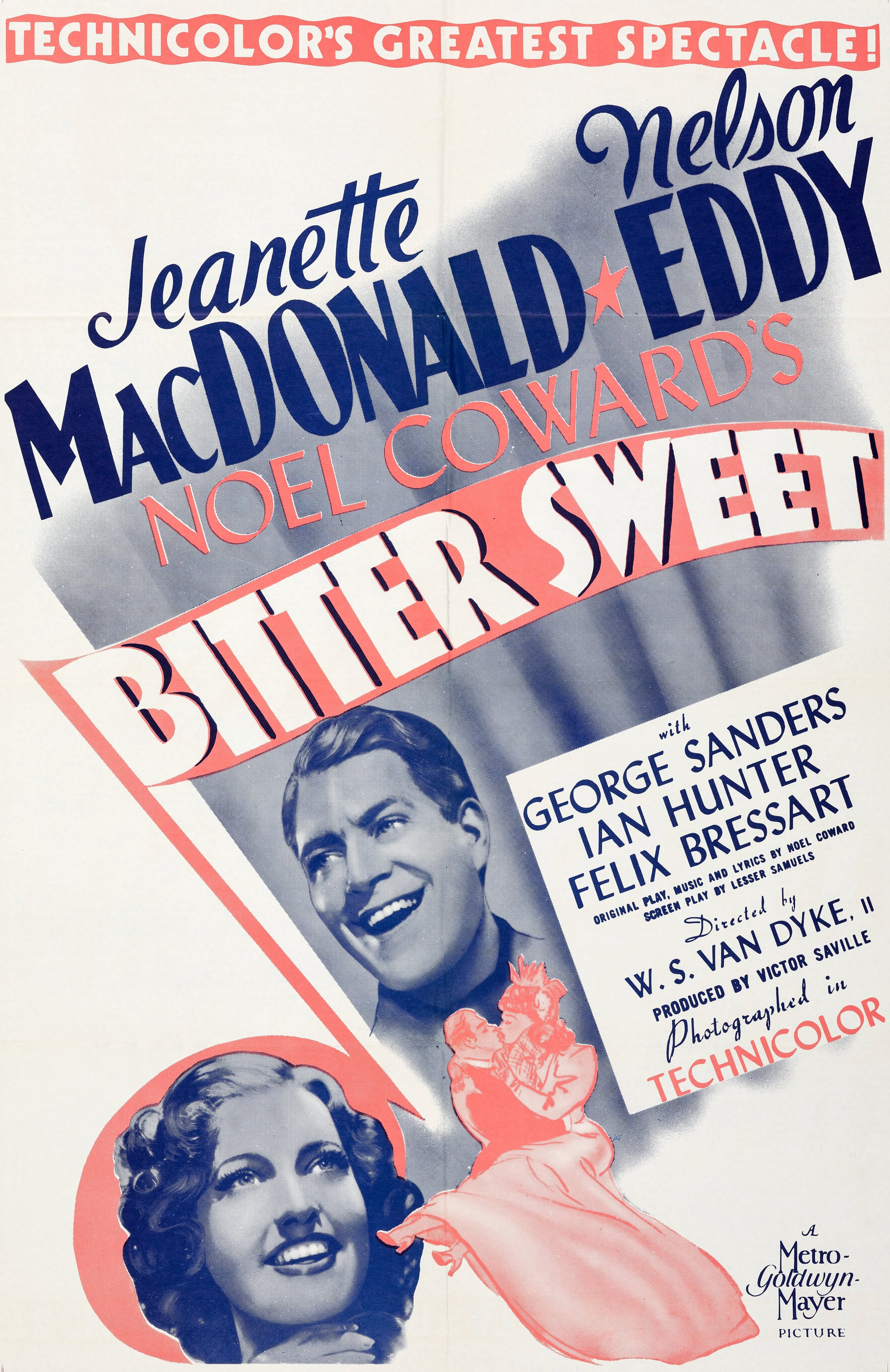
Titre de la bande annonce du film américain« Chante mon amour » (titre original: « Bitter Sweet »), en 1940.

Chante mon amour  (Bitter Sweet) est un film américain réalisé par W. S. Van Dyke, sorti en 1940.

## Synopsis
Dans la Vienne de la fin du 19e siècle, on suit une romance entre un professeur de musique, Carl Linden et sa jeune élève Sarah Milick.

## Fiche technique
- Réalisation : W. S. Van Dyke
- Scénario : Noël Coward et Lesser Samuels
- Photographie : Oliver T. Marsh et Allen M. Davey
- Direction artistique : Cedric Gibbons
- Musique : Noël Coward
- Son : Mono
- Couleur (Technicolor)
- Genre : Film musical, drame et romance
- Date de sortie : 8 novembre 1940

## Distribution
- Jeanette MacDonald : Sarah Millick-Linden
- Nelson Eddy : Carl Linden
- George Sanders : Baron Von Travish
- Ian Hunter : Lord Shayne
- Felix Bressart : Max
- Edward Ashley : Harry Daventry
- Lynne Carver : Dolly
- Veda Ann Borg : Manon
- Fay Holden : Mme Millick
- Diana Lewis : Jane
- Janet Beecher : Lady Daventry
- Greta Meyer : Mama Luden

Acteurs non crédités
- Davison Clark : Employé du casino
- Jean De Briac : Croupier
- Armand Kaliz : Maître-d'hôtel